# Breda lubomirskii
Breda lubomirskii là một loài nhện trong họ Salticidae.
Loài này thuộc chi Breda. Breda lubomirskii được Władysław Taczanowski miêu tả năm 1878.